# Boxe nos Jogos Pan-Americanos de 2015 - Peso leve feminino
A categoria leve feminino do boxe nos Jogos Pan-Americanos de 2015 foi disputada entre 20 e 25 de julho no Centro Esportivo Oshawa em Oshawa, Ontário.

## Calendário
Horário local (UTC-4).
| Data        | Horário | Fase             |
| ----------- | ------- | ---------------- |
| 20 de julho | 15:05   | Quartas-de-final |
| 21 de julho | 21:35   | Semifinal        |
| 25 de julho | 21:35   | Final            |

## Medalhistas
| Ouro   | CAN Caroline Veyre                   |
| Prata  | ARG Dayana Sánchez                   |
| Bronze | MEX Victoria Torres DOM Mirquin Sena |

## Resultados

### Chave
|  | Quartas-de-final    | Quartas-de-final    | Quartas-de-final |  |  | Semifinal           | Semifinal           | Semifinal          |   |                    | Final              | Final | Final |
|  |                     |                     |                  |  |  |                     |                     |                    |   |                    |                    |       |       |
|  | MEX Victoria Torres | MEX Victoria Torres | 3                |  |  |                     |                     |                    |   |                    |                    |       |       |
|  | DMA Valerian Spicer | DMA Valerian Spicer | 0                |  |  | MEX Victoria Torres | MEX Victoria Torres | 0                  |   |                    |                    |       |       |
|  | ARG Dayana Sánchez  | ARG Dayana Sánchez  | 3                |  |  | ARG Dayana Sánchez  | ARG Dayana Sánchez  | 3                  |   |                    |                    |       |       |
|  | PER Stefani Lopez   | PER Stefani Lopez   | 0                |  |  |                     |                     |                    |   | ARG Dayana Sánchez | ARG Dayana Sánchez | 0     |       |
|  | DOM Mirquin Sena    | DOM Mirquin Sena    | 2                |  |  |                     | CAN Caroline Veyre  | CAN Caroline Veyre | 2 |                    |                    |       |       |
|  | ESA Karla Herrera   | ESA Karla Herrera   | 1                |  |  | DOM Mirquin Sena    | DOM Mirquin Sena    | 0                  |   |                    |                    |       |       |
|  | PUR Kiria Tapia     | PUR Kiria Tapia     | 1                |  |  | CAN Caroline Veyre  | CAN Caroline Veyre  | 2                  |   |                    |                    |       |       |
|  | CAN Caroline Veyre  | CAN Caroline Veyre  | 2                |  |  |                     |                     |                    |   |                    |                    |       |       |
|  |                     |                     |                  |  |  |                     |                     |                    |   |                    |                    |       |       |
|  |                     |                     |                  |  |  |                     |                     |                    |   |                    |                    |       |       |